# Ihr Junge (film 1931)
Ihr Junge (Il suo bambino) è un film del 1931 diretto da Friedrich Fehér.

## Produzione
Il film fu prodotto dalla Friedrich Fehér Film-Konsortium (Prag - Berlin - Wien).

## Distribuzione
Distribuito dalla Mondial Films, uscì nelle sale cinematografiche tedesche il 27 febbraio 1931 con il titolo originale Ihr Junge. In Austria, il film venne ribattezzato in Wenn die Geigen klingen. Uscì anche in Finlandia il 25 gennaio 1932.